# Évora (tỉnh)
Tỉnh Évora là một tỉnh của Bồ Đào Nha, tiếp giáp vùng Extremadura của Tây Ban Nha. Thủ phủ tỉnh đóng tại thành phố Évora.

## Các khu tự quản
Tỉnh gồm 14 khu tự quản:
- Alandroal
- Arraiolos
- Borba
- Estremoz
- Évora
- Montemor-o-Novo
- Mora
- Mourão
- Portel
- Redondo
- Reguengos de Monsaraz
- Vendas Novas
- Viana do Alentejo
- Vila Viçosa

Bản mẫu:Khu tự quản của tỉnh